# Alter Friedhof (Freiburg im Breisgau)

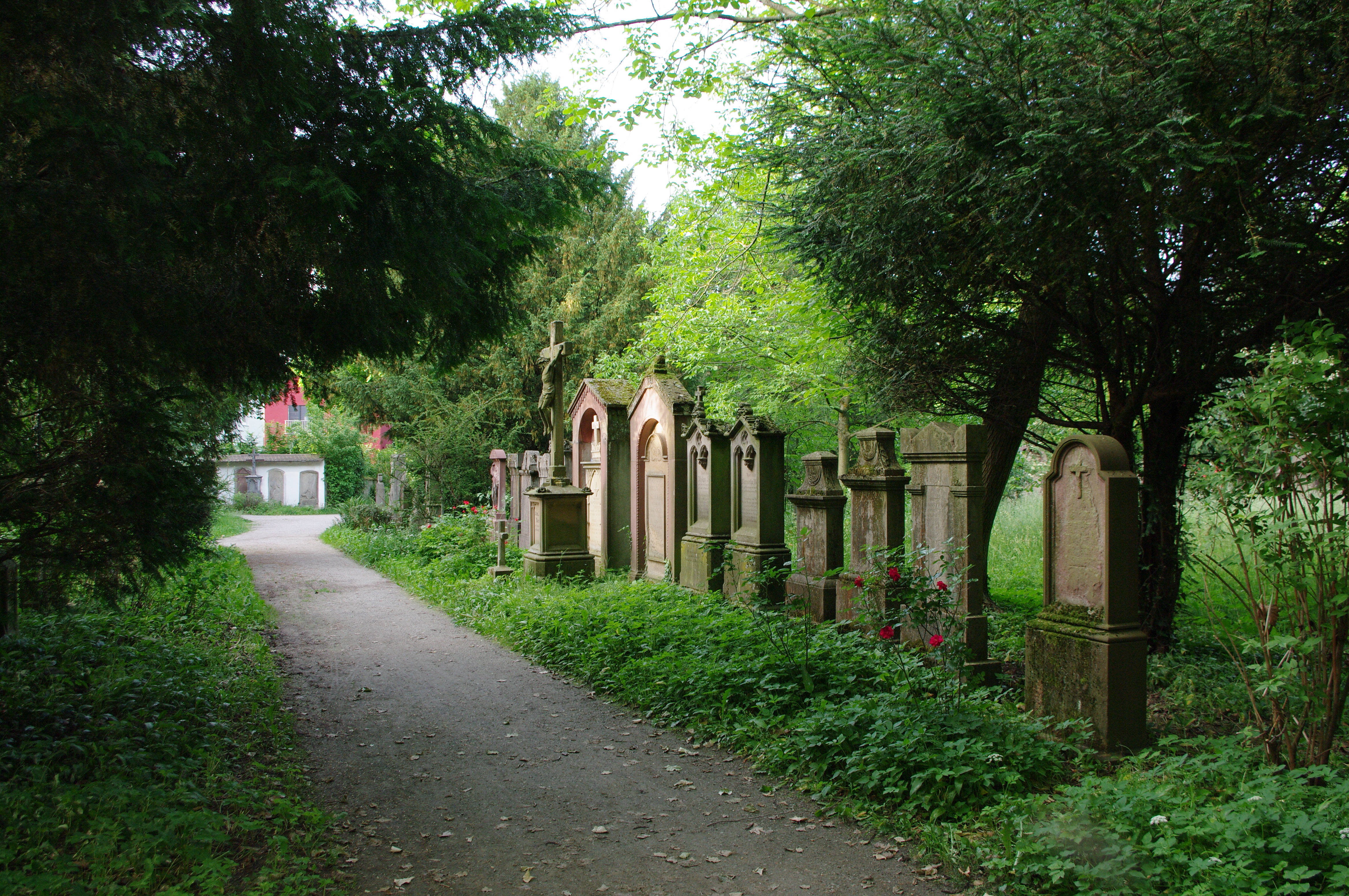
Gräber der Familie Kuenzer

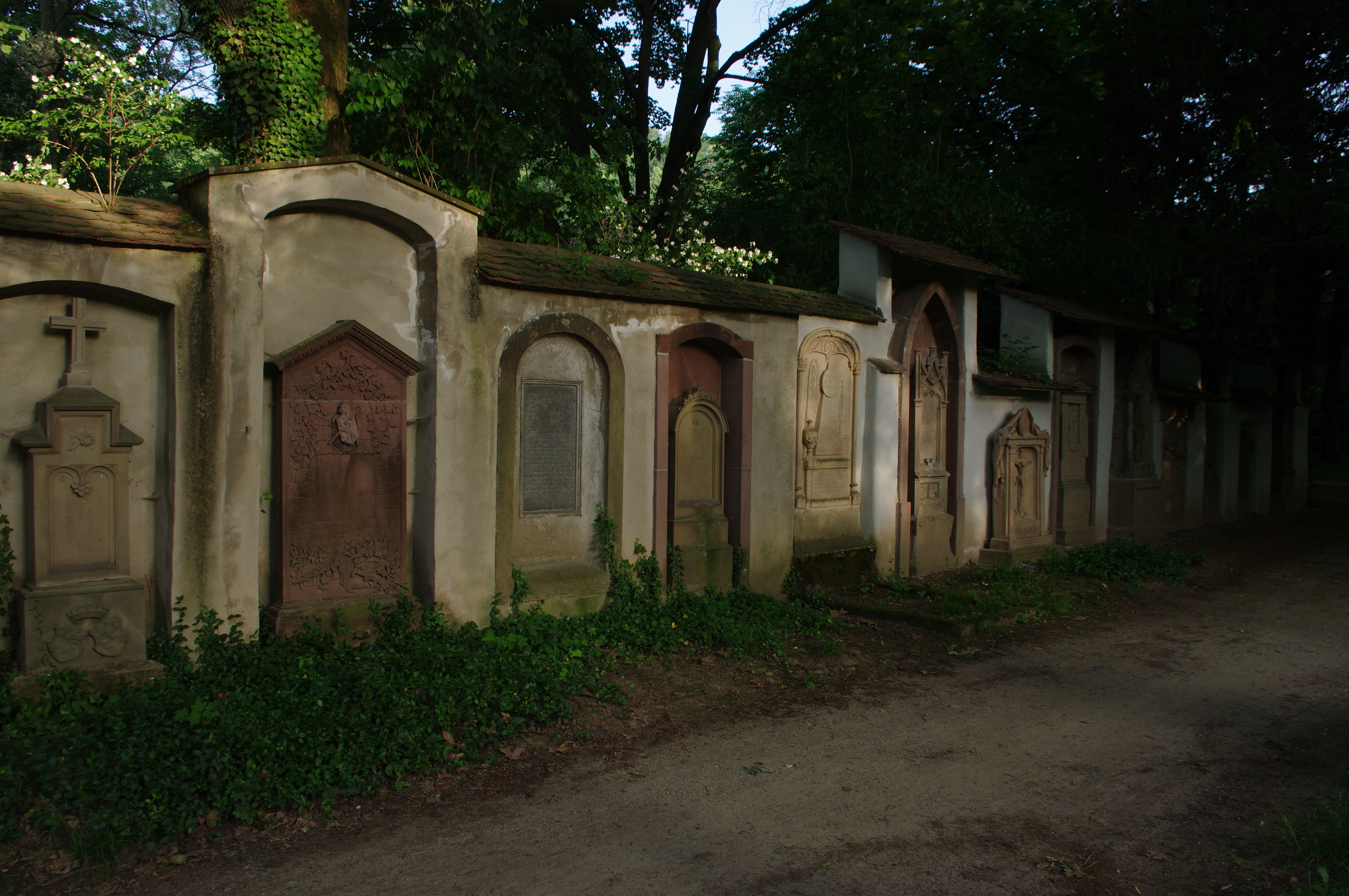
Ostseite des Friedhofs

Der Alte Friedhof in Neuburg, einem Stadtteil von Freiburg im Breisgau, ist ein 2,65 ha großer stillgelegter Friedhof mit parkartigem Charakter und einer der ältesten noch in seiner Gesamtheit erhaltenen Friedhöfe in Deutschland. Er befindet sich in der Nähe der Ludwigskirche, wird aber meistens fälschlicherweise Herdern zugeordnet. Es sind ungefähr 1200 Grabmale vorhanden, von denen etwa die Hälfte erhaltenswert sind. Um die Erhaltung und Pflege kümmert sich ein Förderverein. Der Friedhof ist vom Denkmalschutz als Kultur- und Naturdenkmal eingestuft und ein Zeugnis von Totenkult, Stadtgeschichte und Stilepochen des 17. und 18. Jahrhunderts.
Man findet hier nicht nur individuelle und künstlerische Grabstellen des Bürgertums, sondern bekommt auch einen Einblick in das Glaubensbewusstsein dieser Zeit, beginnend im Barock bis zum Neoklassizismus.

## Geschichte

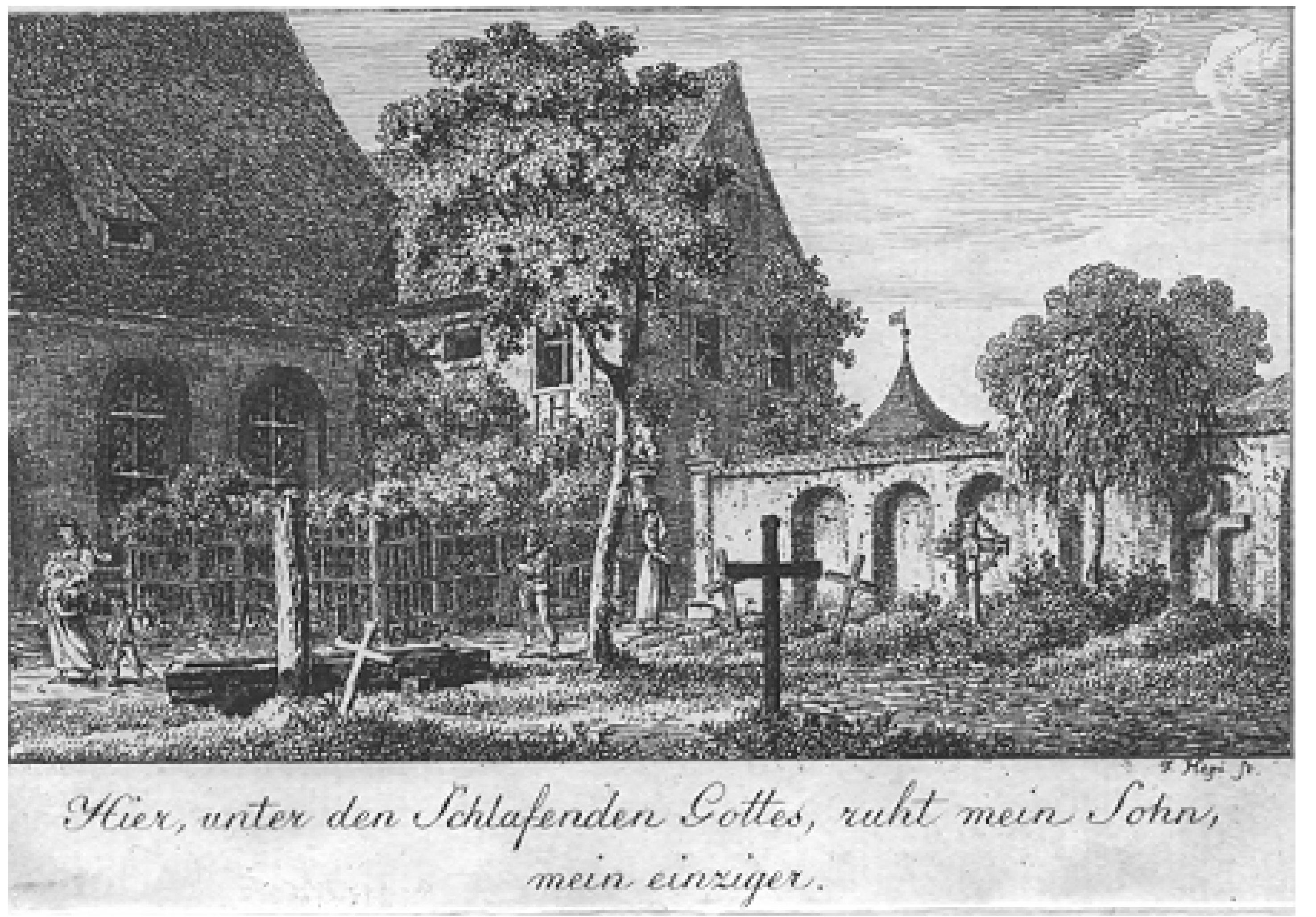
Kupferstich von Franz Hegi, links die Friedhofskapelle, Bruderhaus und Friedhofsmauer rechts

Der Alte Friedhof wurde im Jahr 1683 eingerichtet als Ersatz für den durch den Festungsbau Vaubans zerstörten Friedhof bei der ehemaligen St. Nikolauskirche. Dieser wiederum hatte seit 1515 den Friedhof um das Freiburger Münster herum ersetzt, welcher wegen Seuchengefahr auf Anregung Kaiser Maximilians geschlossen worden war. Dennoch war es bis 1784 möglich sich gegen einen Obolus „zum Besten des Münsterbaus“ eine Grabstätte am Münster zu erkaufen. Wegen der Festungsanlagen wurde der Friedhof relativ weit außerhalb der befestigten Stadt angelegt. 1683 wurde der Friedhof gesegnet; seit dieser Zeit bis in das Jahr 1872 wurden hier Freiburger Bürger beigesetzt. Die letzte Beisetzung fand Allerheiligen 1872 statt. Danach fanden und finden Beisetzungen auf dem jetzigen Hauptfriedhof und weiteren städtischen Friedhöfen statt.
1711 wurde der Alte Friedhof erstmals erweitert, 1725 die Michaelskapelle als Friedhofskapelle geweiht. 1745 wurden die Festungsmauern von den französischen Truppen geschleift.

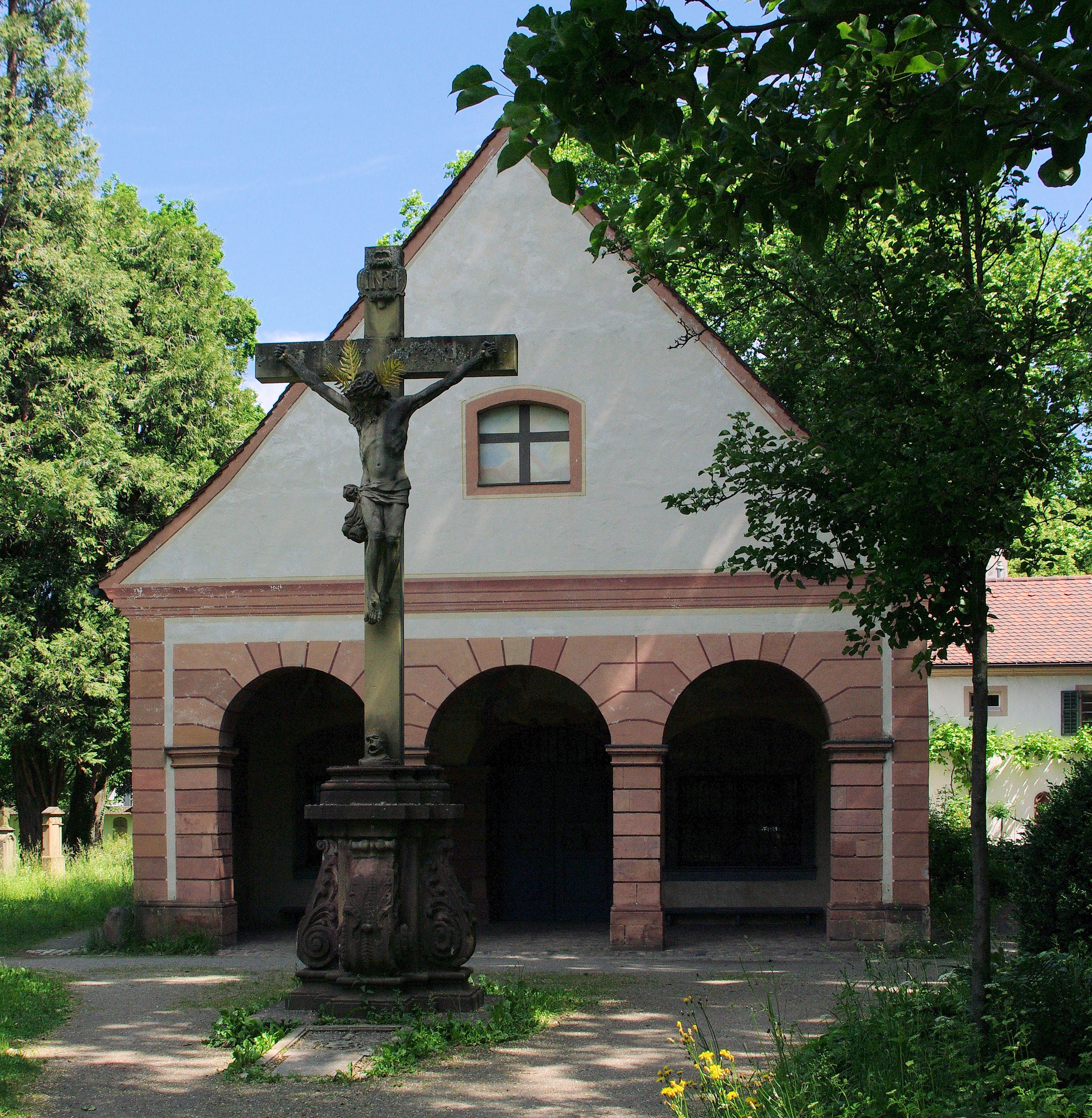
Michaelskapelle mit Steinkreuz

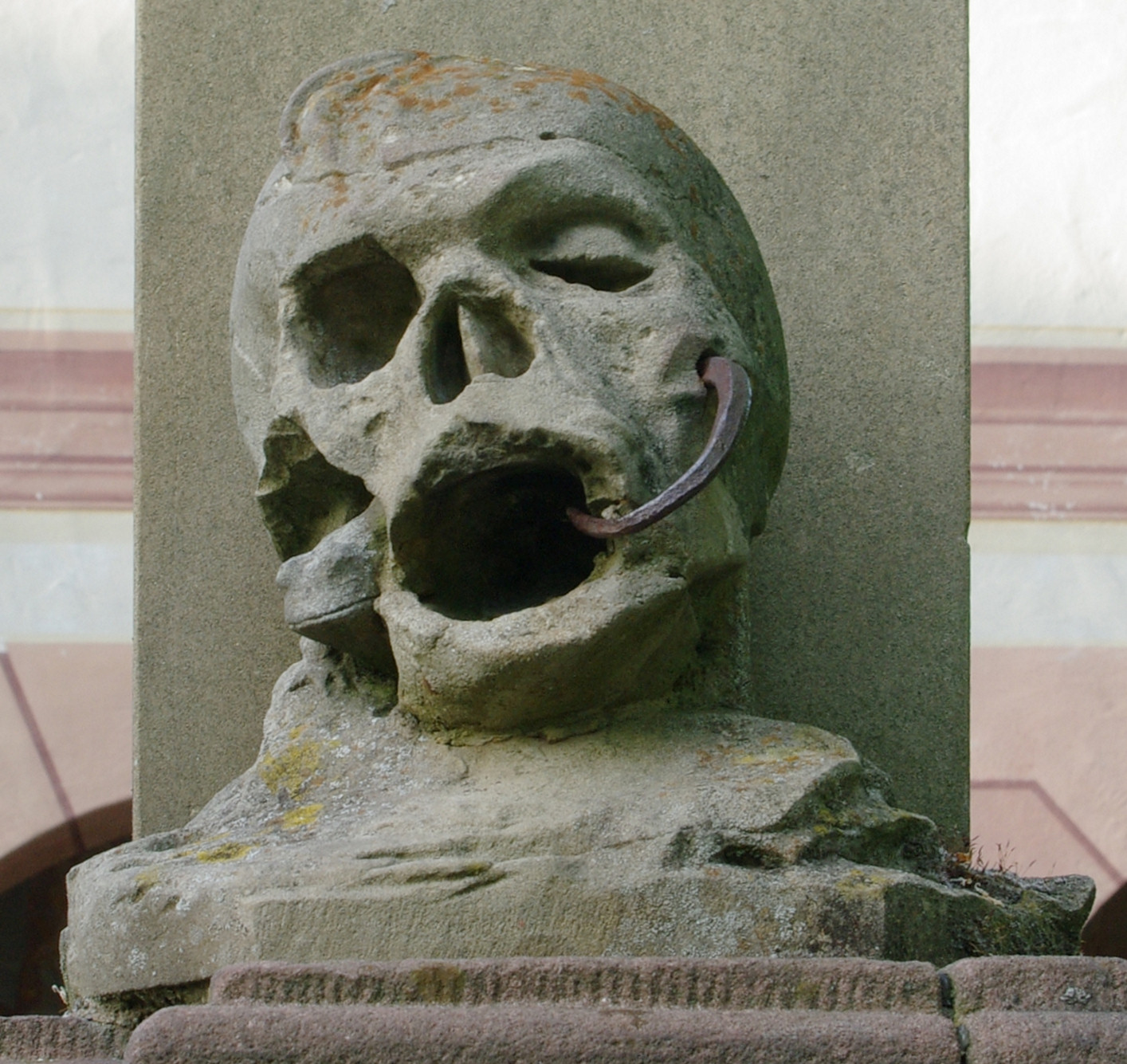
Der Totenkopf mit Nagel und Kröte am Fuße des Sandsteinkreuzes

Das große Friedhofskreuz aus Buntsandstein stand ursprünglich auf dem Kirchplatz des Münsters und wurde im Januar 1786 hierhin vor die Michaelskapelle umgesetzt. Dieses Kreuz hat eine Besonderheit: Anstelle des Schädels des „Alten Adam“, wie er sich am Fuße vieler Kreuze findet, ist hier ein Totenschädel mit einer leeren Augenhöhle, spärlichen Haaren auf dem Kopf und einem Nagel vom linken Backenknochen zum Mund angebracht, aus dessen Kieferhöhle eine steinerne Kröte schaut.
Die Geschichte des Schädels ist die Geschichte eines angeblichen Mordes, der sich in Freiburg zugetragen haben soll. Nahe beim Christoffeltor, dem Stadtausgang nach Norden, etwa beim heutigen Siegesdenkmal, hatte einst ein alter Schmied gewohnt, dessen junge Frau und der von ihr geliebte Schmiedegeselle den Meister ermordet haben sollen, indem sie ihm einen Nagel in den Kopf schlugen; die Mordwaffe versteckten sie unter den Haaren des Opfers. Bald darauf heirateten sie unbehelligt. Aus Platzmangel wurde einige Jahre später die Leiche exhumiert und einer der Totengräber fand, durch eine Kröte aufmerksam geworden, den Nagel im Kopf. Er meldete das beim Stadtrat und dadurch wurden die beiden Mörder überführt.
1828 und 1859 wurde der Friedhof nochmals erweitert. 1944 wurde der Friedhof durch Bombardierungen während des Zweiten Weltkriegs stark beschädigt, ebenso der Freiburger Totentanz in der Vorhalle der Michaelskapelle.
Am 28. Oktober 1955 wurde er als flächenhaftes Naturdenkmal mit der Schutzgebietsnummer 83110000019 ausgewiesen.
Er wurde 1963 rekonstruiert und 2012 restauriert.
Am 26. Dezember 1999 fällte der Orkan Lothar eine Platane, die nun im Liegen weiter grünt. Eine Gedenktafel weist darauf hin, u. a. mit dem Zitat: „Denn für den Baum besteht noch Hoffnung, ist er gefällt, so treibt er wieder, sein Sprößling bleibt nicht aus.“ (Hiob 14,7 ).

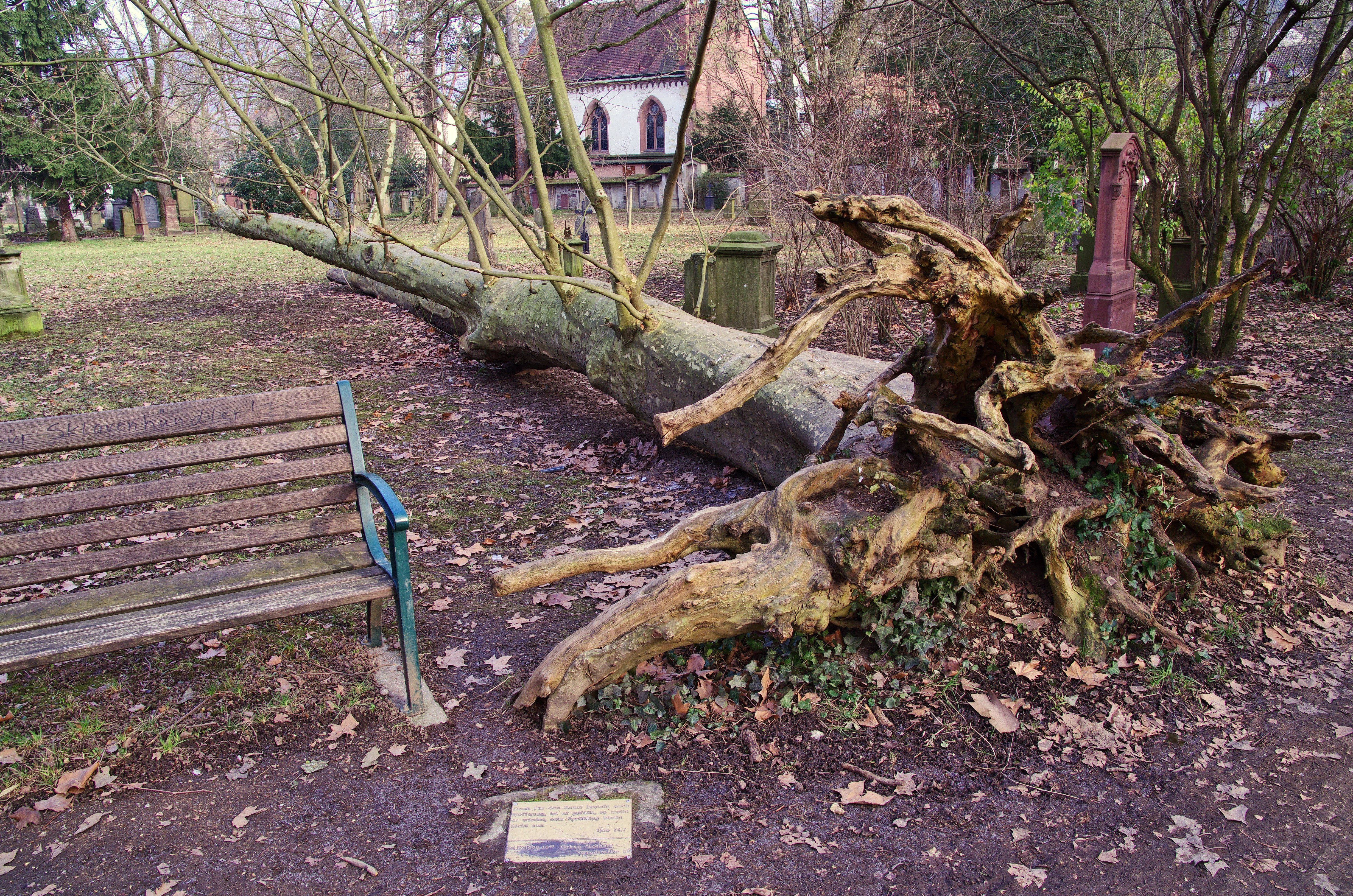
Die 1999 vom Sturm Lothar gefällte Platane

2016 wurden 40 Grabsteine wegen mangelnder Standfestigkeit vorübergehend entfernt und zum Jahresende wieder auf neue Sockel gestellt. Manche Sandsteine müssen allerdings vorher in der Werkstatt restauriert werden.
Anfang 2019 wurden 35 Bäume gefällt, die entweder zu dicht standen oder geschädigt waren.

## Beigesetzte Persönlichkeiten

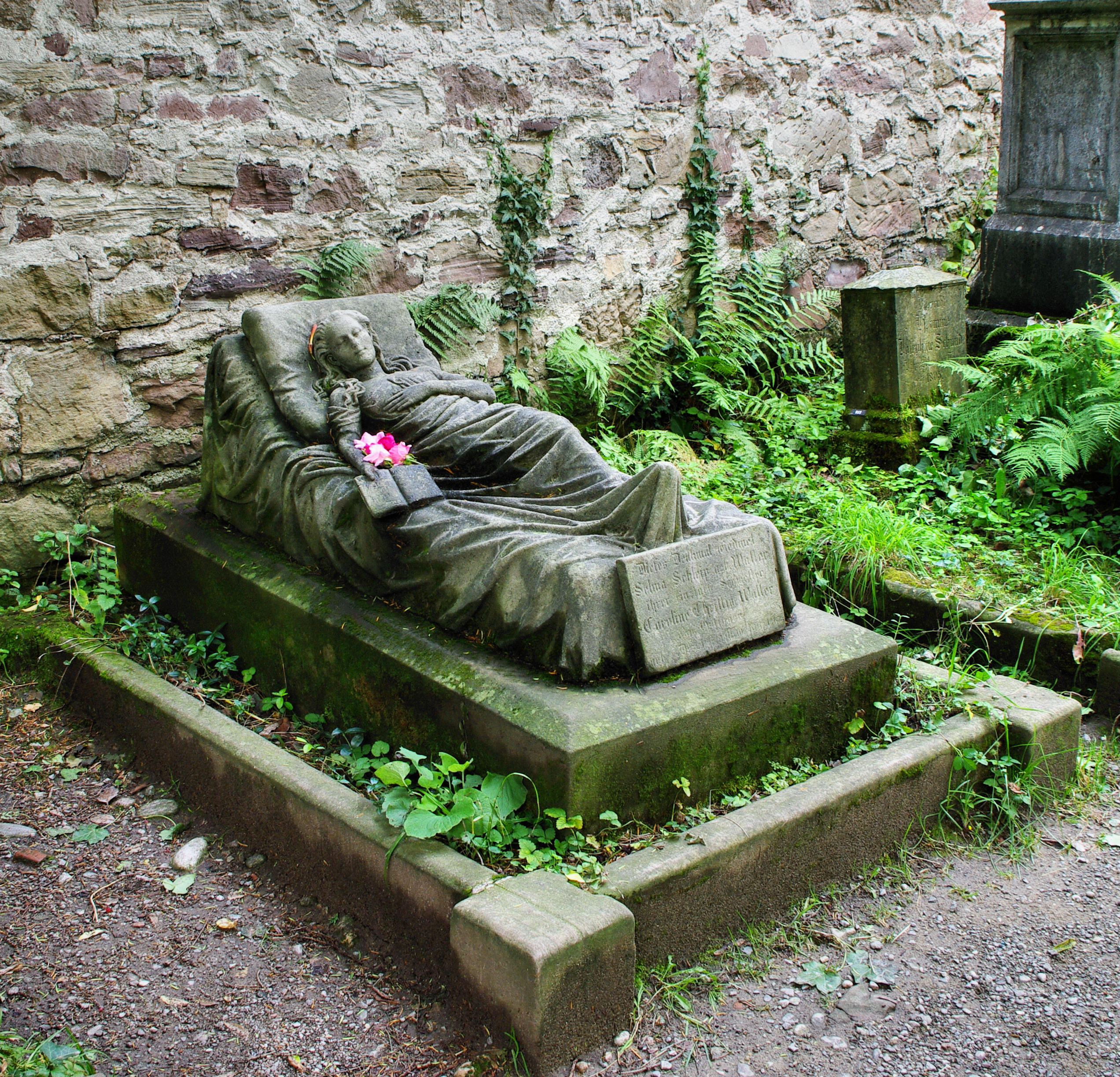
Das Grab der Caroline Christine Walter

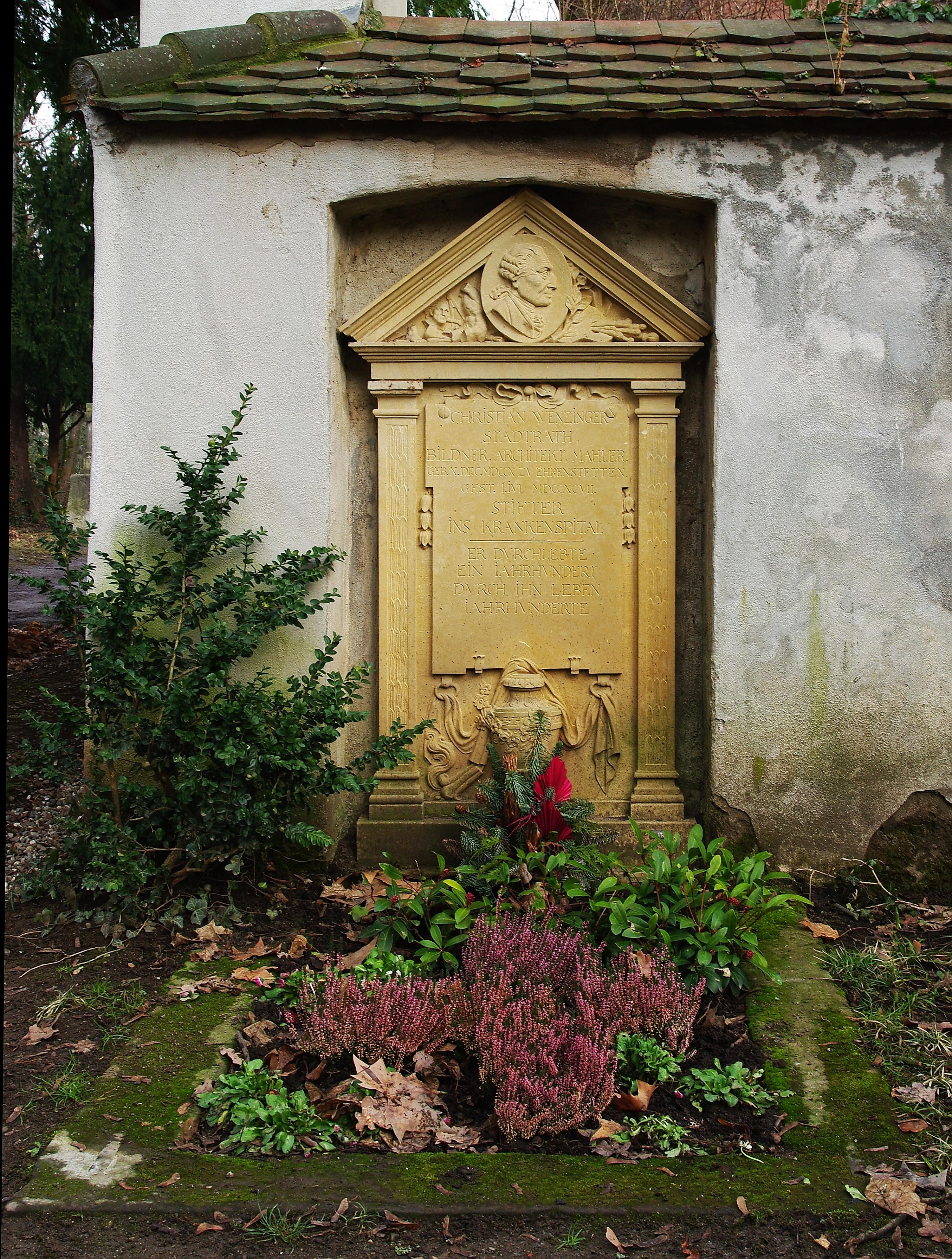
Grab des Christian Wenzinger

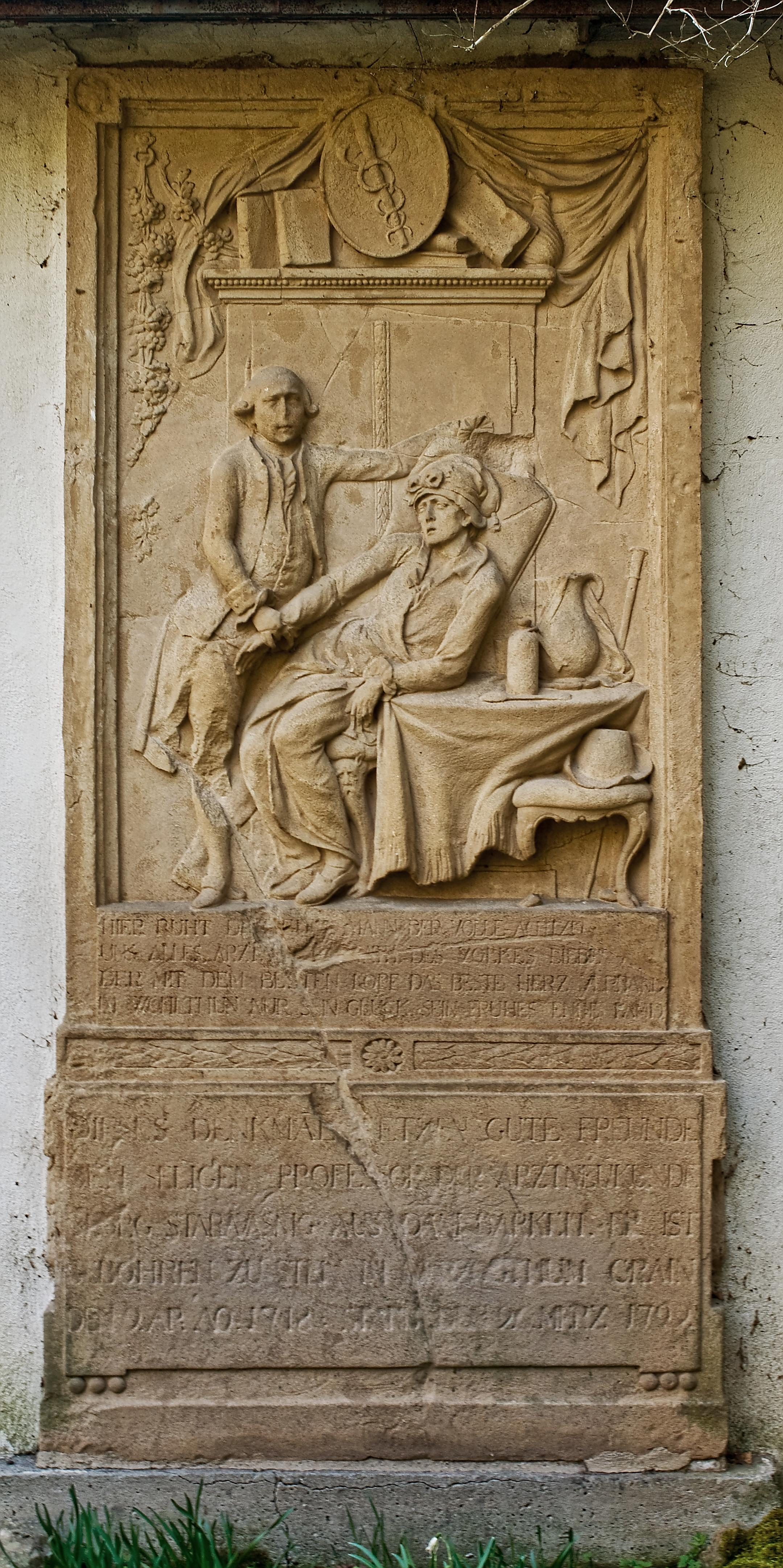
Grab von Georg Staravasnig mit Relief „Arzt bei der Krankenbehandlung“ von Franz Xaver Hauser (1738–1819), vermutlich nach einem Entwurf von Johann Christian Wentzinger

Dass der Friedhof in dieser Form noch existiert, ist Johann Christian Wentzinger zu verdanken, der sein Vermögen dem Freiburger Stiftungsfonds nur unter der Bedingung vererbte, dass sein Grab auf ewige Zeiten auf dem Alten Friedhof gesichert sei.
Bei einem Teil der Grabsteine stehen Kopien auf dem alten Friedhof, die Originale sind in der Gruft von St. Ursula ausgestellt. Der Grabstein von Johann Christian Wentzinger steht im Wentzingerhaus, dem Museum für Stadtgeschichte in Freiburg.
Bekannt ist zudem das Grab der Caroline Christine Walter aus Opfingen von Anton Burghart. Diese junge Frau verstarb mit 17 Jahren im Jahre 1867; seitdem ist es beinahe täglich mit frischen Blumen geschmückt. Um die rätselhaften Spender der Blumen gibt es in Freiburg viele Legenden.
Neben diesem Werk Burgharts zeugen weitere Grabsteine von der Arbeit einiger Bildhauer und Steinmetze aus Freiburg. Neben Alois Knittel und Wilhelm Walliser zählen hierzu mehrere Mitglieder der Familie Hauser, Johann Georg Riescher sowie Karl Andelfinger.
Zu den weiteren Persönlichkeiten Freiburgs, die auf dem Alten Friedhof beigesetzt sind, zählen:
- André Boniface Louis Riquetti de Mirabeau (30. November 1754; † 15. September 1792), französischer General und Bruder von Honoré Gabriel de Mirabeau
- Johann Christian Wentzinger (* 10. Dezember 1710; † 1. Juli 1797), Barockbildhauer Maler und Architekt (rechts am Eingang Stadtstraße)
- Johann Georg Jacobi (* 2. September 1740; † 4. Januar 1814), Dichter und Publizist
- Thaddäus Rinderle (* 3. Februar 1748; † 7. Oktober 1824), Mathematiker und Benediktinerpater aus dem Kloster St. Peter auf dem Schwarzwald, der „Uhrenprofessor“

Auf seinem Grabstein, der der heute allerdings unter dem Dach der Einsegnungshalle des Friedhofs in Staufen steht, findet sich die von ihm selbst verfasste Inschrift:
Vieles hat er bestimmt mathematisch mit Ziffer und Buchstab.
 Aber die Stunde des Tods bleibt unbekannter als x.
- Heinrich Sautier (* 1746; † 1810), Jesuitenpater, der „Stifter“
- Joseph Anselm Feuerbach (* 9. September 1798; † 8. September 1851), Archäologe, Vater des Malers Anselm Feuerbach
- Ferdinand Weiß (* 1757; † 1822), der „Armenvater“
- Karoline von Pfirt-Blumenberg († 1836)
- Georg Karl Staravasnig (1748–1792), Professor an der Universität Freiburg
- Karl von Rotteck (* 18. Juli 1775; † 26. November 1840), Historiker und liberaler Politiker (älterer Teil der Südmauer)
- Ferdinand Stein (1791–1835), Großherzoglich-badischer Regierungsrat, Autor der ersten umfassenden Darstellung der Stadt Lahr/Schwarzwald
- Johann Heinrich David von Hennenhofer (* 1793; † 1850), badischer Diplomat; sein Grabmal wurde entfernt, da er als „mutmaßlicher Mörder Kaspar Hausers“ gilt und diese Grabstätte deshalb regelmäßig geschändet wurde.
- Joseph Freiherr von Auffenberg (* 25. August 1798; † 25. Dezember 1857), Dramatiker und Dichter
- Johann Karl Knie (* 12. August 1813; † 7. Dezember 1860) aus dem Breisacher Circus Knie, der bei einer Vorführung auf dem Münsterplatz vom Hochseil abstürzte.
- Gräfin Maria Antonia Gertrudis von Zea Bermudez y Colombi (* 17. Februar 1809; † 6. August 1865)
- Hermann von Greiffenegg (1737–1807), letzter österreichischer Regierungspräsident, und weitere Mitglieder der Familie
- Bertha Mendelssohn-Bartholdy (1848–1870), Frau von Carl Wolfgang Paul Mendelssohn Bartholdy, einem Sohn Felix Mendelssohn Bartholdys
- Bartholomä Herder (1774–1839), Verleger
- Johann Baptist von Hirscher (1788–1865), katholischer Theologe, Abgeordneter in der I. Badischen Kammer
- Karl Joseph Beck (1794–1838), Mediziner und Hochschullehrer
- Christian Jakob August von Berstett (1773–1860), Major und Numismatiker
- Alexander Buisson (1797–1853), Hofgerichtsrat und Bürgermeister von Freiburg
- William Barnard Clarke (1806–1865), engl. Architekt und Kunsthistoriker
- Matthias Alexander Ecker (1766–1829), Professor der Chirurgie und Geburtshilfe
- Johann Georg Riescher (1759–1827), Münsterbaumeister
- Adam Xaver von Roggenbach (1750–1830)
- Johann Leonhard Hug (1756–1846), Theologe und Orientalist
- Hermann Meinhard Poppen (1796–1864), Buchdrucker und Unternehmer
- Ferdinand Geminian Wanker (1758–1824), Theologe
- Franz Xaver Werk (1769–1856), römisch-katholischer Theologe, Geistlicher und Hochschullehrer

## Förderverein
Der Förderverein Gesellschaft der Freunde und Förderer des Alten Friedhofes in Freiburg i. Br. e. V. hat ungefähr 300 Mitglieder. Mitinitiator war das Freiburger Unternehmen Alexander Bürkle, welches zum 100. Firmenjubiläum der Alexander-Bürkle-Gruppe im Jahr 2000 die Gründung des Vereins anregte. Durch die Arbeit des Vereins konnten bereits mehr als 150 Grabsteine restauriert werden. Im Jahr 2009 wurde der Verein „vorbildliche private Initiative in der Denkmalpflege“ durch die Landesdenkmalstiftung ausgezeichnet. Gemäß der Satzung werden folgende Zwecke verfolgt:
- Restaurierung und Instandhaltung der Grabmale und Kapelle
- Pflege der Parkanlagen und Parkbäume
- Wissenschaftliche Forschung der Sepulkralkultur
- Freiburger Familienforschung bezüglich des Alten Friedhofes
- Erstellung eines Informationssystems für den Alten Friedhof

## Sonstiges
- Der Alte Friedhof diente im Jahr 2007 als Drehort für die Spielfilmproduktion Anthropos – Im Banne Baron Samedis des aka Filmclubs Freiburg[15].